# Willem Fock
Willem Frederik Fock (ur. 28 lipca 1909 w Amsterdamie, zm. 11 września 1984 w Den Helder) – holenderski bokser, uczestnik Letnich Igrzysk Olimpijskich w Berlinie w 1936 roku.